# جان برین
جان برین (انگلیسی: John of Brienne; ح. ۱۱۷۰ – ۱۹– ۲۳ مارس ۱۲۳۷)، کنت برین، امپراتور لاتین قسطنطنیه و پادشاه اورشلیم در قرن ۱۲ و ۱۳ میلادی بود.